# Fleury-Mérogis
Fleury-Mérogis  [fløʁi meʁoʒis] je francouzská obec v departementu Essonne, v regionu Île-de-France, 25 kilometrů jihovýchodně od Paříže.

## Geografie
Sousední obce: Morsang-sur-Orge, Viry-Châtillon, Grigny, Sainte-Geneviève-des-Bois, Ris-Orangis, Le Plessis-Pâté a Bondoufle.

## Historie
Obec pod názvem Fleury-Mérogis vznikla v roce 1789. Prvním starostou obce se v roce 1789 stal Jean François Billarant, hradní strážce.

## Vývoj počtu obyvatel
Počet obyvatel